# Yuri Ribeiro
Yuri Oliveira Ribeiro (nascido em 24 de janeiro de 1997) é um futebolista profissional português que joga pelo Légia Varsóvia como lateral esquerdo.

## Carreira
Nascido em Vieira do Minho, distrito de Braga, Ribeiro começou a jogar futebol na Escola Os Craques quando tinha 9 anos.  Juntou-se à academia do SC Braga quatro anos depois e, aos 13 anos, assinou pelo SL Benfica onde terminou o seu desenvolvimento e venceu o campeonato nacional juvenil de 2013.
Ribeiro fez sua estreia sênior pelas reservas do Benfica em 29 de maio de 2015, começando em uma vitória em casa 2-1 contra o Vitória SC B para a Segunda Liga.  Ele começou a temporada seguinte como reserva para Pedro Rebocho , mas foi convocado quando o último se machucou em Varzim SC.
Ribeiro apareceu pela primeira vez em jogos oficiais com o primeiro time em 14 de dezembro de 2016, jogando toda a vitória fora de casa por 3-0 sobre o Real SC para a Taça de Portugal da campanha.  No dia 3 de Janeiro seguinte, também defrontou o FC Vizela para a Taça da Liga (4-0 no Estádio da Luz, para a fase de grupos).
Em 30 de junho 2017, Ribeiro juntou Rio Ave FC em uma temporada de empréstimo. A sua primeira aparição na Primeira Liga aconteceu no dia 7 de agosto, em uma derrota por 1 a 0 em casa do CF Os Belenenses.
Ribeiro regressou ao Benfica para a campanha de 2018-19, prolongando o seu contrato com o clube por mais cinco anos.

## Carreira internacional
Ribeiro representou Portugal no Campeonato da Europa de Sub-17 de 2014 , ajudando o seu time a chegar às semifinais, onde perdeu para a eventual campeã Inglaterra .  Em 7 de julho de 2016, ele foi selecionado pelo lado sub-19 para o Campeonato Europeu daquele ano na Alemanha.
Ribeiro venceu a sua primeira internacionalização para os Sub-21 em 2 de setembro de 2016, aos 19 anos, com os 90 minutos em um empate de 0 a 0 em casa para Israel para as eliminatórias do Campeonato Europeu de 2017 .

## Vida pessoal
O pai de Ribeiro era guarda - redes , enquanto o seu irmão mais velho, Romeu, também representava o Benfica e Portugal a nível juvenil.

## Estatísticas do clube
A partir de jogo jogado 3 de janeiro de 2017
| Clube             | Temporada         | Liga              | Liga | Liga  | Taça | Taça  | Taça da Liga | Taça da Liga | Europa | Europa | Total | Total |
| Clube             | Temporada         | Divisão           | Apps | Golos | Apps | Golos | Apps         | Golos        | Apps   | Golos  | Apps  | Golos |
| ----------------- | ----------------- | ----------------- | ---- | ----- | ---- | ----- | ------------ | ------------ | ------ | ------ | ----- | ----- |
| Benfica B         | 2014–15           | Segunda Liga      | 1    | 0     | —    | —     | —            | —            | —      | —      | 1     | 0     |
| Benfica B         | 2015–16           | Segunda Liga      | 16   | 0     | —    | —     | —            | —            | —      | —      | 16    | 0     |
| Benfica B         | 2016–17           | Segunda Liga      | 15   | 0     | —    | —     | —            | —            | —      | —      | 15    | 0     |
| Benfica B         | Total             | Total             | 32   | 0     | —    | —     | —            | —            | —      | —      | 32    | 0     |
| Benfica           | 2016–17           | Primeira Liga     | 0    | 0     | 1    | 0     | 1            | 0            | 0      | 0      | 2     | 0     |
| Total da carreira | Total da carreira | Total da carreira | 32   | 0     | 1    | 0     | 1            | 0            | 0      | 0      | 34    | 0     |

## Títulos
Benfica
- Taça de Portugal: 2016–17[4]